# 吉田茶羅
吉田 茶羅（よしだ ちゃら）は、日本の元AV女優。

## 略歴
2004年にデビューしたロリ系のAV女優である。

## 出演作品

### アダルトビデオ
- Chara ちゃらのひめごと（2004年2月14日、オーロラプロジェクト）※デビュー作
- 女子校生部活動 スポーツ美少女3連発!（2004年3月19日、タカラ映像）
- 強制レイプマニアックス 4（2004年5月17日、VIP）
- 巨乳女子大生が癒してあげる（2004年6月25日、ケイ・エム・プロデュース）
- おとなのおもちゃ箱（2004年7月16日、グラスワン）
- 巨乳女子校生狩り（2004年7月23日、ケイ・エム・プロデュース）
- SCRAP BOOK Vol.02 （2004年8月7日）※「吉田ちゃら」名義
- ちゅーぼーいえで体験記 18 はずかし中○生 チャラ1?さい（2004年8月20日、プレステージ）
- 制服スク水えっち（2004年8月20日、笠倉出版社）
- スク水っ娘はいじめられキャラ（2004年8月20日、イマージュ）
- 女子校生拉致監禁 VOL.17（2004年9月17日、ゴーゴーズ）
- lover's hotel 04（2004年11月12日、ゴーゴーズ）
- 家庭教師でトライ!! 4（2004年12月17日、シャイ企画）
- 本物痴漢バス（2004年12月25日、ホットエンターテイメント）
- 制服美少女 生公開処刑 最終淫悶実験室 Volume-26（2005年2月5日、プレステージ）
- BiKINI BoDY（2005年2月12日、オフィスケイズ）
- FETCH & EROTIC 黒Stocking 2（2005年10月21日、笠倉出版社）